# Bérurier Noir
Bérurier Noir was een Franse punkband met als kernleden François 'Fanfan' Guillemot (zang) en Loran Béru (gitaar). Een van de kenmerken van de band is dat ze geen drummer had, en (ook live) speelde met een drummachine, die ze het "derde" groepslid Dédé noemden. De band stond bekend om zijn sterk anti-racistische standpunt.

## Geschiedenis

### Ontstaan
In 1978 richtte François Guillemot met twee vrienden (Pierrot en Olaf) de groep Bérurier op, genoemd naar de adjunct van commissaris San-Antonio uit de detectiveromans van Frédéric Dard.
Nadat Pierrot in de gevangenis belandde wegens desertie tijdens zijn dienstplicht, werd Loran Béru aangetrokken, die definitief de rol van gitarist zou overnemen. In 1982 stapte Olaf uit de band, omdat hij ook zijn dienstplicht in Duitsland moest vervullen. Op 19 februari 1983 speelde de band Bérurier zijn afscheidsconcert.

### Eerste periode
Fanfan en Loran gingen vervolgens verder onder de naam Bérurier Noir. Tijdens optredens werd de band vergezeld van een saxofonist en een wisselend aantal achtergrondzangers (waaronder Helno), circusartiesten, clowns en een vuurspuwer.
Op 17 april 1988 pleegde de organisatie Black War een bomaanslag tegen de voorzitter van de plaatselijke rechtbank. De politie en media verdachten links-radicalen, waaronder een aantal leden van Bérurier Noir, betrokken te zijn geweest bij deze aanslag.. Hoewel de verdachten zonder aanklacht werden vrijgelaten op 23 april 1988, luidde de imagoschade het begin van het einde van de band in, onder meer omdat concertpromotoren reeds geplande optredens afgelasten. Op 9, 10 en 11 november 1989 werden drie afscheidsconcerten gegeven in de Olympia. De opnames werden uitgegeven op het album Viva Bertaga.

### Tweede periode
In 2003 begon de band terug op te treden, waarbij ze onder meer op het Dour Festival speelden. In 2006 verscheen het laatste album en hield de band definitief op te bestaan.
Gitarist Loran Béru richtte vervolgens de celtic punkband Les Ramoneurs de menhirs op.
Zanger Fanfan werd eerst als ingenieur onderzoeker bij het Centre national de la recherche scientifique, en behaalde in 2003 een doctoraat in de geschiedenis.
In 2017 gebruikte de dj Laurent Garnier hun nummer Porcherie in als slotnummer in een dj-set als een protest tegen het Rassemblement national bij de Franse presidentsverkiezingen 2017.

## Discografie

### Studioalbums
- Macadam massacre (1984)
- Concerto pour détraqués (1985)
- Abracadaboum (1987)
- Souvent fauché, toujours marteau (1989)
- Invisible (2006)

### Livealbums
- Meilleurs extraits des deux concerts a Paris (1983)
- Viva Bertaga (1990)
- Carnaval des agités (1995)
- La Bataille de Pali-Kao (1998)
- Même pas mort (2003)
- L'Opéra des Loups + Chants des meutes (2005)

### Compilaties
- Enfoncez l'clown (2003)